# 和歌銜鰕虎
和歌銜鰕虎（学名：Istigobius hoshinonis），又名和歌銜鰕虎魚，为鰕虎科銜鰕虎魚屬下的一个种。